# 李炳恭
李炳恭（1582年—？），字汝篤，號纯庵，福建福州府闽县人，明朝政治人物。

## 生平
萬曆十年（1582年）生。万历三十一年（1603年）癸卯科福建乡试舉人，三十二年（1604年）甲辰科进士，大理寺觀政，初授浙江浦江县知县，三十三年调归安县，考選，升授四川道御史，三十九年京察因被怀疑捏造妖书，浙江巡按御史郑继芳稱炳恭與徐缙芳、徐良彦、李邦华、周起元為东林五鬼。四十三年丁憂，四十五年京察免官。天启二年（1622年）为左都御史邹元标与应天府尹鄭璧及台省章允儒、樊尚燝等疏薦，起行人司副，本年升光禄寺丞，四年被削籍为民。

## 家族
曾祖李鏓，府同知。祖父李德清。父李逢春。母黄氏。重庆下。娶梁氏。